# Fauvette à tête noire
Sylvia atricapilla
Ne doit pas être confondu avec Fauvette mélanocéphale.
Espèce
Statut de conservation UICN

 LC  : Préoccupation mineure
La Fauvette à tête noire (Sylvia atricapilla) est une espèce de passereaux de la famille des Sylviidae dont elle est l'espèce type. Migratrice partielle, elle hiverne en Afrique tropicale, mais aussi en Europe, où elle est parfois sédentaire.
Elle ne doit pas être confondue avec la fauvette mélanocéphale (Sylvia melanocephala) ou encore la mésange nonnette (Poecile palustris) ou boréale (Poecile montanus). Pour éviter les confusions, il faut bien noter que la calotte de la fauvette à tête noire s'arrête au-dessus des yeux et qu'elle n'a pas de bavette.
La Fauvette à tête noire est en expansion en France : entre 2001 et 2021, ses effectifs ont augmenté de 30 % : il y a environ dix millions de couples, auxquels s’ajoutent de nombreuses migratrices, surtout en automne, et des hivernantes.
Il est bon de savoir qu'un sureau offre la garantie de voir des fauvettes à tête noire fréquenter le jardin une fois les baies mûres.

## Description
La fauvette à tête noire possède un plumage essentiellement gris, qui diffère entre le mâle et la femelle. Elle possède une partie supérieure gris olive et une nuque un peu plus claire. Ses parties inférieures sont gris clair, légèrement argentées sur le menton, la gorge et la poitrine. Sa queue est gris foncé, avec une teinte olive sur le bord de chaque plume. Son bec et ses pattes sont grises et son iris est marron rougeâtre. Le mâle a une calotte noire d'où le nom de l'espèce, celle de la femelle ou du jeune étant rousse,.  Elle mesure aux alentours de 13 cm et ses ailes ont une envergure de 20 à 23 cm. L'oiseau a un poids moyen de 16 à 25 g, pouvant atteindre 31 g lors de la phase d'hyperphagie prémigratoire.
C'est un oiseau très discret que l'on repère surtout grâce à son chant.

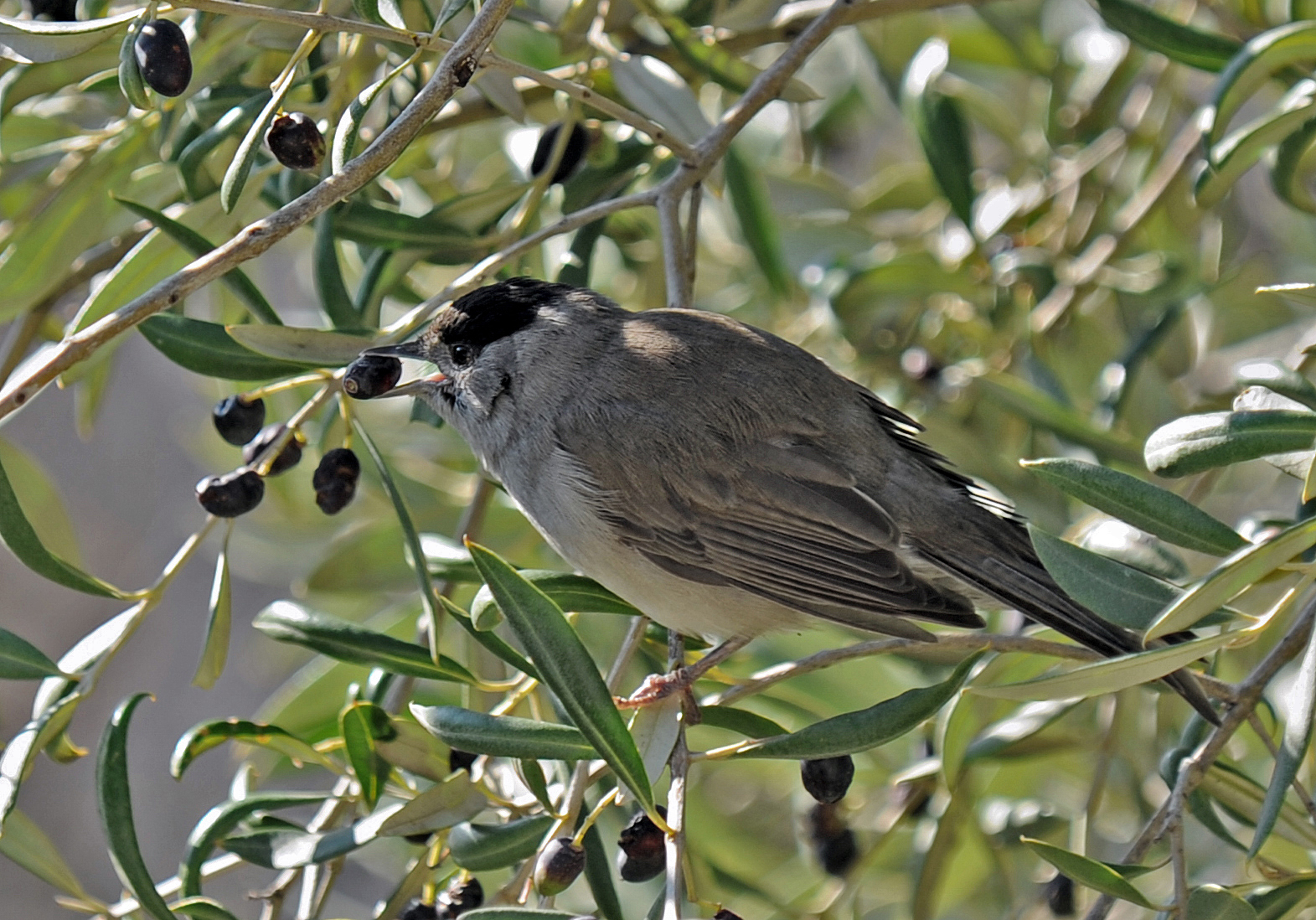
Fauvette à tête noire mâle.
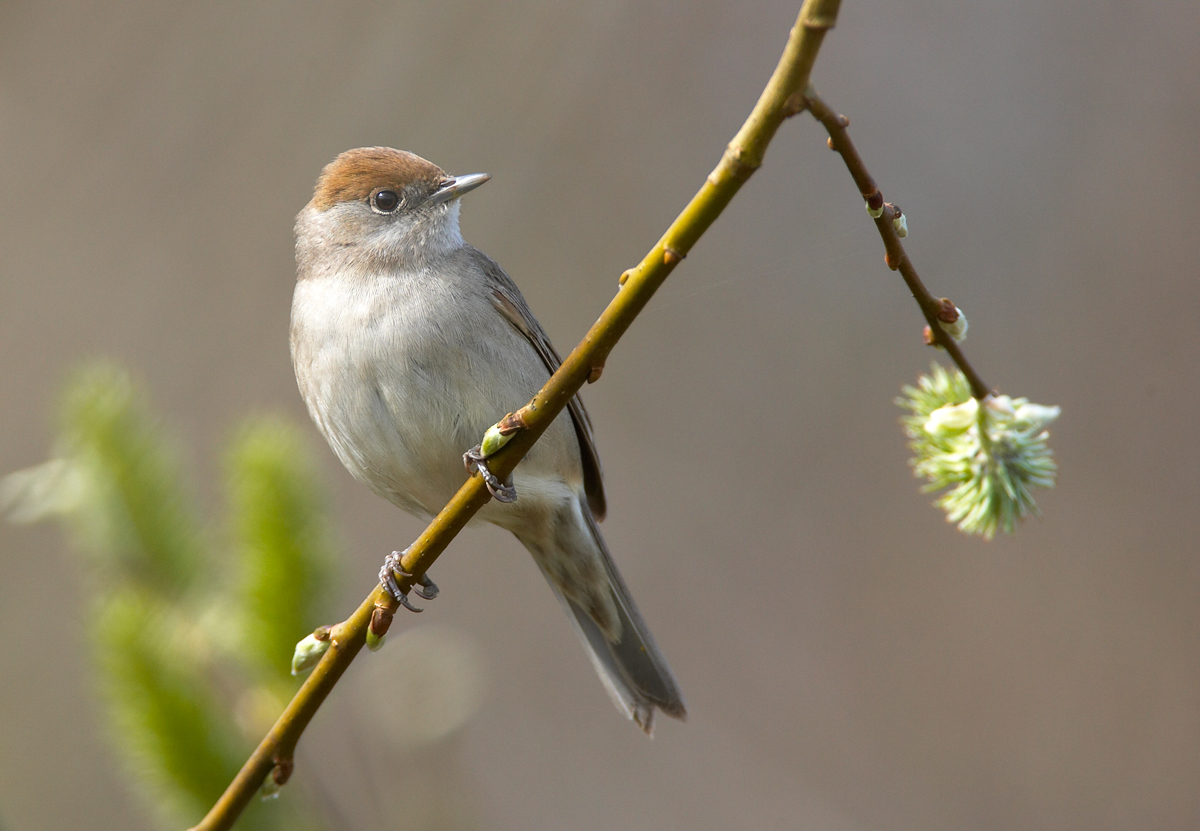
Fauvette à tête noire femelle.
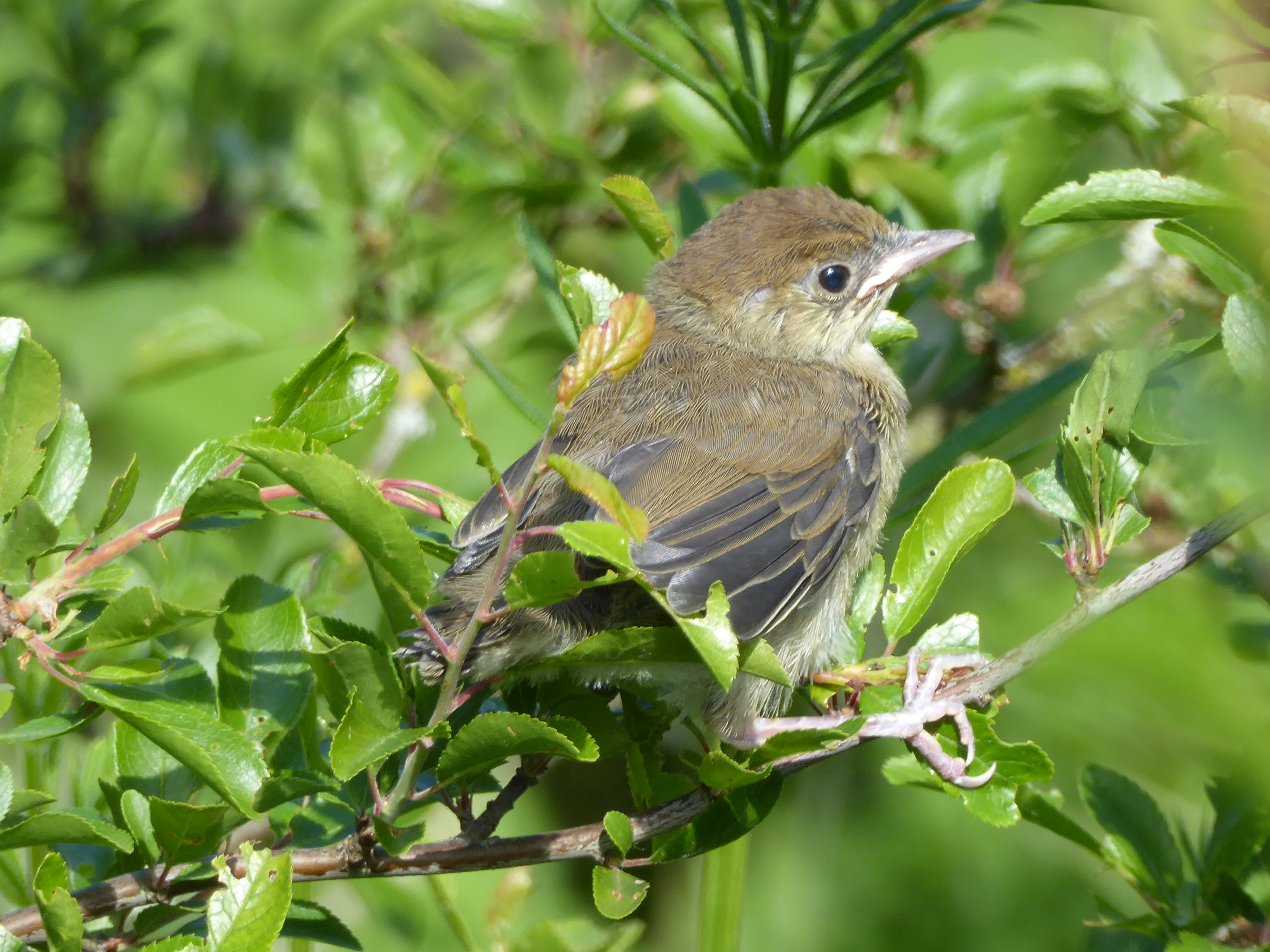
Juvénile.

### Chant et cris
Le chant de la Fauvette à tête noire est un babil sifflé-flûté mélodieux mais puissant, avec fréquemment une introduction grinçante, souvent en sourdine. Son chant est similaire à celui de la Fauvette des jardins mais les notes des phrases de la Fauvette à tête noire sont plus liées entre elles. Son chant n’est pas toujours facile à distinguer puisqu’elle est capable d’imiter le chant d’autres passereaux.
La Fauvette à tête noire émet plusieurs cris comme la grande majorité des oiseaux. Le cri le plus courant est un “ têc ” claquant et dur comme si l’on cognait deux pierres l’une contre l’autre. Lorsqu’il est répété avec des “ chrrehh ” rauques intercalés, il marque l’inquiétude. Près du nid, le mâle et la femelle communiquent sous la forme de “ dditditdit ” ou de “ thyeu … ” très doux. Parfois, la Fauvette à tête noire peut aussi lancer des “ ssii ” fins et aigus.
La Fauvette à tête noire occupe l’espace sonore dès sa migration en mars et marque ainsi sa présence jusqu’en juillet. Avant l’automne, on constate une légère reprise marquant le départ en migration. Cependant, les populations du Midi et du Sud de la France hivernent et il est alors possible d’entendre son chant en hiver.

## Écologie et comportement

### Alimentation
La fauvette à tête noire est presque exclusivement insectivore pendant la saison de reproduction. Elle a alors un spectre très large de proies, incluant de nombreux types d'insectes, d'arachnides, de myriapodes ou de crustacés. Ce régime lui permet d'acquérir les protéines nécessaires à la ponte d'œufs et pour nourrir les petits.  En juillet, le régime passe aux fruits, en particulier des baies de ligneux comme le sureau, les ronces, le lierre ou le raisin. Ils aident les fauvettes à engraisser avant leur migration. Elle est capable d'extraire les graines des fruits qu'elle mange, faisant d'elle un important propagateur de certaines plantes comme le gui.

### Reproduction

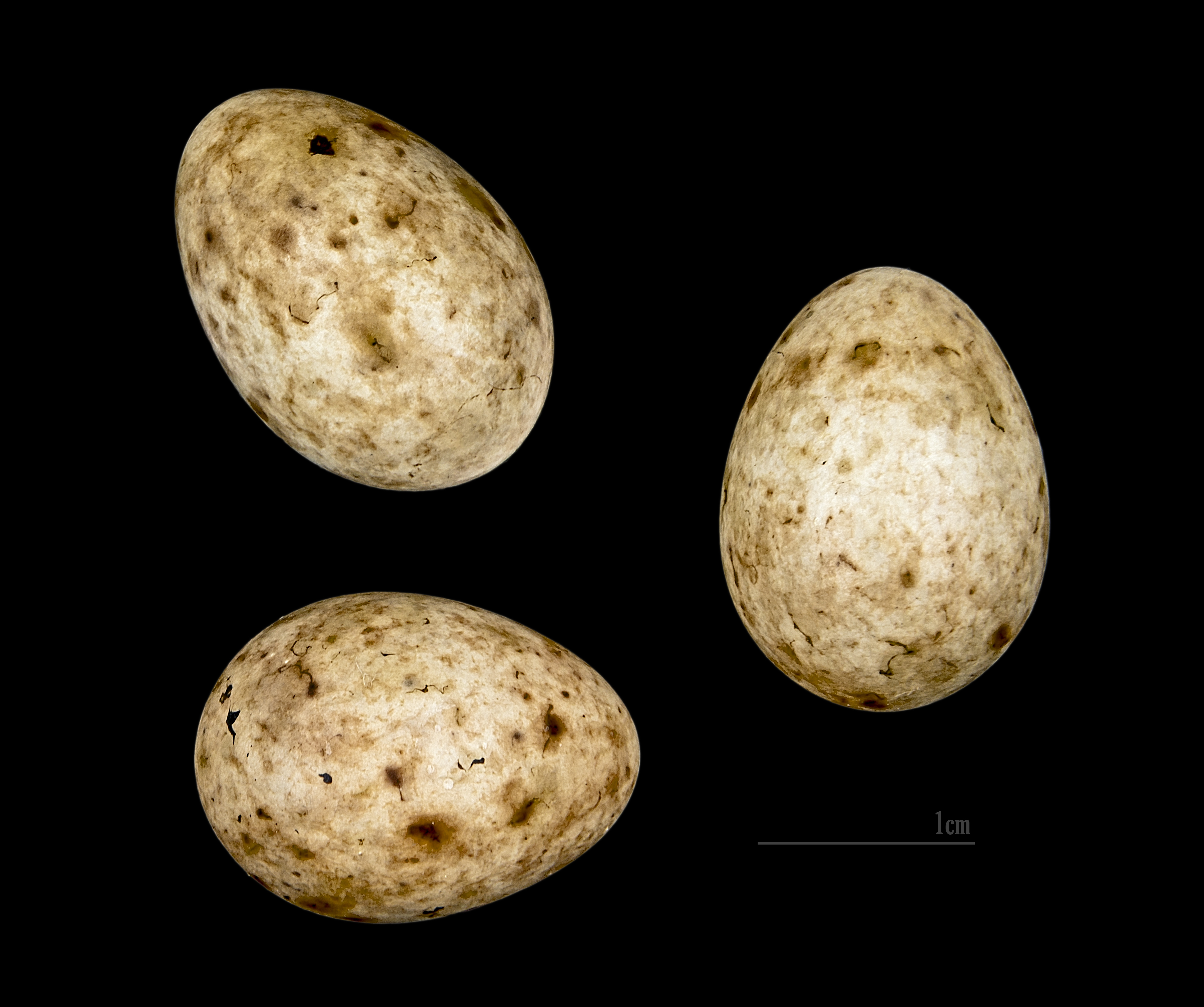
Œufs de Sylvia atricapilla, découverts à Souk Ahras (Algérie), appartenant à la collection de Jacques Perrin de Brichambaut, conservés au Muséum de Toulouse.

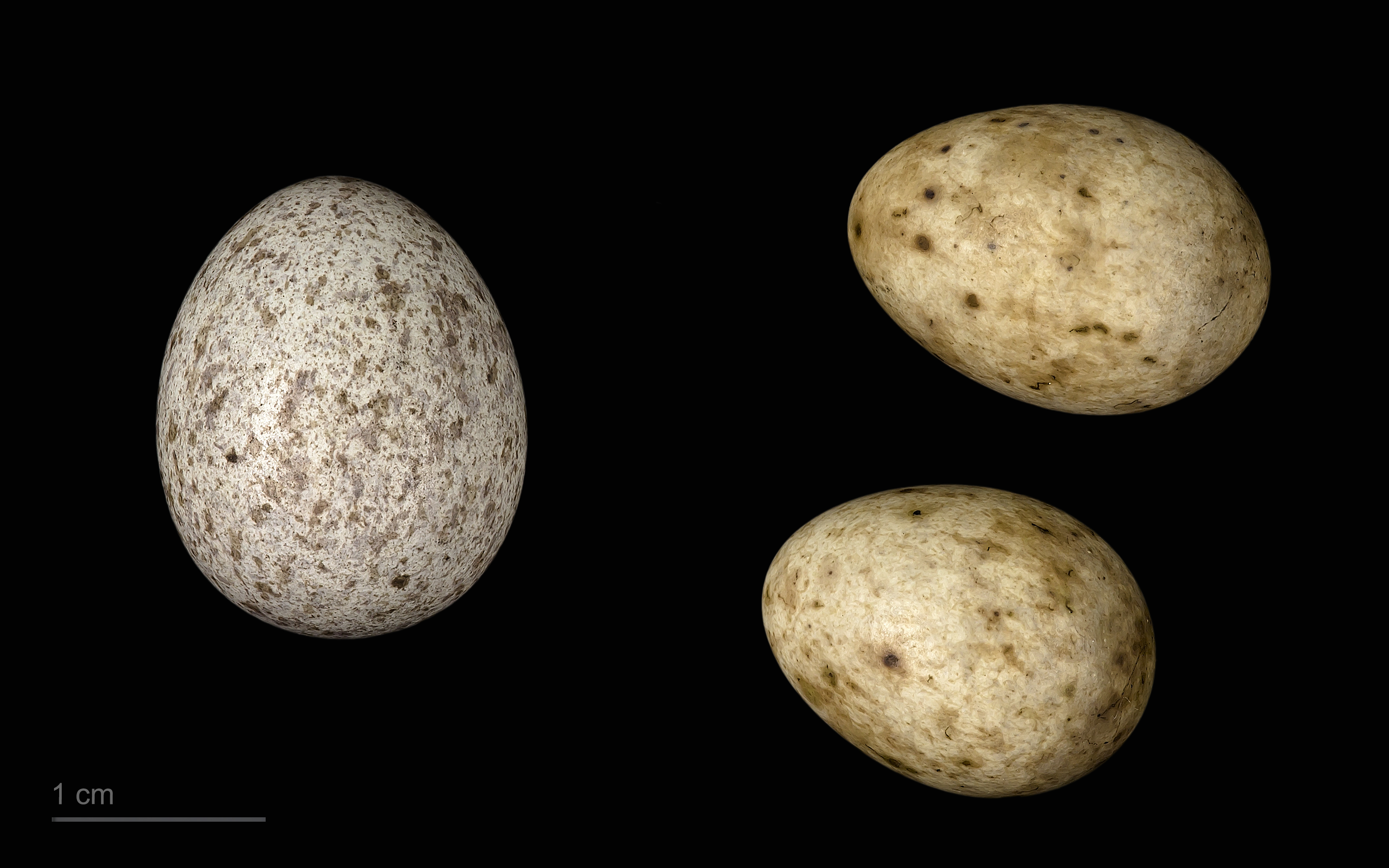
Œuf de Coucou gris Cuculus canorus bangsi dans une couvée de fauvette à tête noire, découverts à Kirkby (Angleterre) appartenant à la collection de Jacques Perrin de Brichambaut, conservés au Muséum de Toulouse.

La fauvette est capable de se reproduire dès l'âge d'un an. Elle est essentiellement monogame, bien que des exceptions aient été observées. Le mâle attire la femelle à l'aide de son chant, ainsi que par une parade impliquant de relever les plumes de sa couronne et d'étoffer sa queue, des battements d'ailes et un court envol. Le mâle entame la construction de plusieurs nids et la femelle choisit de terminer l'un d'entre eux. Le nid est en forme de bol, typiquement de 5,5 cm de profondeur et 10 cm de diamètre. Il est principalement construit par la femelle et est constitué de racines, d'herbes et de jeunes pousses, généralement doublé de matériaux plus doux comme les poils. Le nid est souvent à moins d'un mètre du sol, mais peut être édifié jusqu'à 4,5 mètres. Les œufs, au nombre de quatre ou cinq, sont couvés alternativement par les deux adultes entre onze et quinze jours. Ils nourrissent les jeunes au nid durant une période de dix à quatorze jours, puis continuent de les alimenter lorsqu'ils l'ont quitté,. La plupart du temps, les couples élèvent deux nichées, notamment dans les climats les plus favorables comme ceux de la Méditerranée.

## Répartition et habitat

### Répartition
Son aire de nidification s'étend depuis la bande littorale du Maghreb à toute l'Europe (hormis le nord de la Scandinavie), à la Turquie, au Caucase et à la Russie jusqu'en Sibérie occidentale.

#### Migration

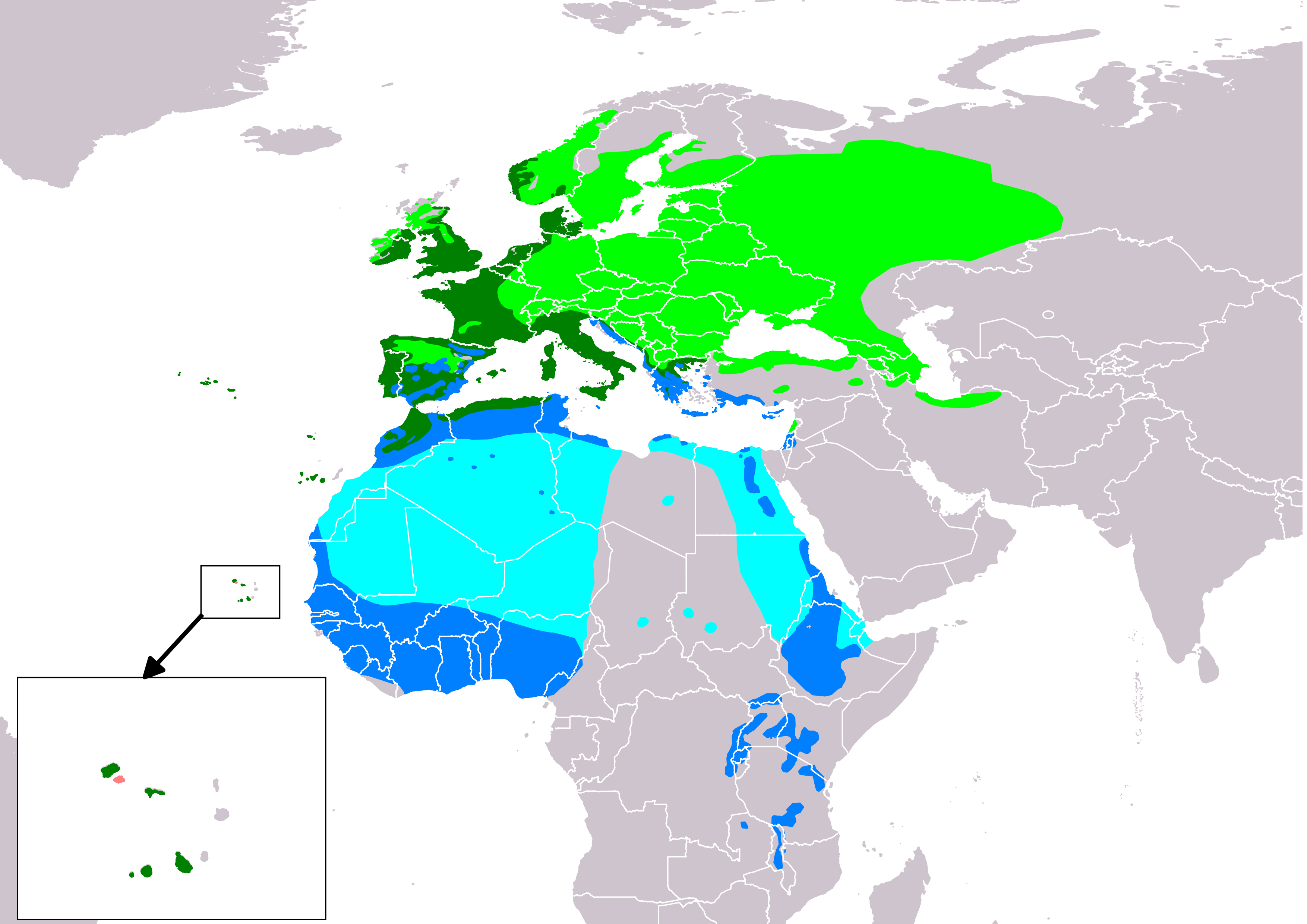
Répartition de la fauvette à tête noire :
aire d'habitat permanent
aire de nidification
aire de migration avec étapes brèves
aire d'hivernage

L'espèce est partiellement migratrice nocturne, les oiseaux du nord de l'aire de nidification migrant en Afrique tropicale alors que ceux qui sont plus proches de la mer Méditerranée sont soit sédentaires, soit migrateurs. Son aire de migration inclut une large part de l'Afrique de l'Ouest et une partie de l'Afrique de l'Est, notamment en Éthiopie, au Soudan du Sud et en Érythrée, et plus au sud jusqu'au lac Malawi. On observe une division migratoire vers la longitude 10-11°E, les oiseaux étant plus à l'ouest migrant vers l'Afrique de l'Ouest et ceux à l'est vers l'Afrique de l'Est. Des expériences suggèrent que le schéma de migration est au moins en partie déterminé génétiquement.
Certains oiseaux, principalement des mâles, hivernent en Europe centrale ou Europe de l'Ouest, se nourrissant de baies de sureau, de lierre grimpant, d'épine-vinette ou de troène.
Elle demeure désormais l'hiver en petit nombre dans l'ouest de la France (Haute-Normandie et Hauts-de-France), où elle partage avec mésanges et rouge-gorges la nourriture des mangeoires. Elle semble ainsi avoir modifié ses habitudes migratoires.

### Habitat
La Fauvette à tête noire fréquente des milieux assez variés : bois de feuillus, bosquets, haies, jardins et parcs, y compris en ville. Elle préfère les milieux plutôt ouverts, tant qu'ils comportent suffisamment de buissons, arbustes ou arbres. Pour son nid, la fauvette fait une coupe d’éléments végétaux cachée dans une haie, un arbuste ou une plante grimpante.
Son habitat d'hivernage autour de la Méditerranée est plutôt constitué de broussailles et d'oliveraies. En Afrique, il inclut les terres cultivées, les mangroves, les acacias et les forêts, montant jusqu'à 3 600 m d'altitude,. Au cours de la migration, on peut la trouver dans de nombreux habitats, avec une préférence pour les fruticées.

## Prédation
Les œufs et les jeunes fauvettes sont la proie des geais des chênes (qui pourraient représenter près de la moitié des pertes), des pies et des corneilles, ainsi que de certains mammifères tels que l'hermine, la belette, le renard et l’écureuil. Le sanglier et la chouette hulotte ont également été observés en train d'attaquer des nids de fauvettes,.
Le principal prédateur des adultes est le chat domestique, qui totaliserait jusqu'à 10% des morts des fauvettes à tête noire. Les fauvettes se font aussi capturer par les éperviers d'Europe dans l'aire de reproduction, ainsi que par les faucons d'Éléonore pendant leur migration.
Leurs nids sont parfois investis par des coucous, mais cela reste relativement rare car les fauvettes rejettent généralement les œufs de coucou. Elles ont en effet développé des adaptations leur permettant de repérer plus facilement les intrus : si les œufs d'une même couvée sont très similaires entre eux, leur apparence varie fortement entre différentes couvées, rendant difficile pour le coucou de produire un faux convaincant. Les nids de fauvettes étant a priori particulièrement propices au parasitisme, il est possible que ces adaptations soient le fruit d'un fort parasitisme par le passé.

## La fauvette à tête noire et l'humain

### Dans la culture
Aristote raconte dans l'Histoire des animaux que la fauvette à tête noire se métamorphosait en la fauvette des jardins, et vice-versa ; il se base pour cela sur la ressemblance des deux oiseaux, et l'apparition de la fauvette à tête noire en automne (la Grèce étant dans l'aire d'hivernage) tandis que la fauvette des jardins disparaît à cette époque (migrant en réalité en Afrique subsaharienne).
Son chant complexe lui a valu d'être comparée au rossignol, comme le fait John Clare dans "The March Nightingale", où il évoque la confusion possible.
Le roman Storia di una capinera de Giovanni Verga, paru en 1871, aurait selon l'auteur été inspiré par l'histoire d'une fauvette à tête noire qui, piégée et capturée par des enfants, est devenue silencieuse et a fini par mourir.

### Conservation
Grâce à sa très grande aire de répartition et sa population dépassant possiblement la centaine de millions d'individus, l'espèce est considérée comme une préoccupation mineure par l'Union internationale pour la conservation de la nature (UICN).
Les fauvettes sont chassées illégalement aux côtés d'autres petits oiseaux dans un certain nombre de pays méditerranéens, incluant le Liban, la Syrie, Malte, la Libye, l'Égypte et Chypre.
La population européenne augmente depuis plusieurs décennies, et son aire de répartition s'étend vers le nord,.

## Systématique
L'espèce a été décrite par le naturaliste suédois Carl von Linné en 1758, sous le nom initial de Motacilla atricapilla. 
Elle fait partie du genre Sylvia, qui regroupe toutes les fauvettes. Le nom du genre vient du néolatin sylvia qui désigne un lutin des bois. Le nom de l'espèce atricapilla se réfère à sa calotte noire, du latin ater signifiant "noir" et capilla signifiant "cheveux".
Sa plus proche cousine est la fauvette des jardins. Les deux espèces ont divergé du reste du genre il y a quelque 16 à 12 millions d'années et sont  assez distinctes ; la fauvette à tête noire se trouve dans le sous-genre Sylvia et la fauvette des jardins dans le sous-genre Epilais.

### Sous-espèces
| Sous-espèces      | Sous-espèces              | Sous-espèces | Sous-espèces |
| ----------------- | ------------------------- | --- | --- |
| Sous-espèce       | Découvreur                | Répartition | Commentaire |
| S. a. atricapilla | Carl von Linné, 1758      | Europe (hors Mediterrannée), nord-ouest de l'Asie ; hiverne du sud de l'Europe à l'ouest de l'Afrique             | La sous-espèce nominale.                                                                                         |
| S. a. gularis     | Boyd Alexander, 1898      | Açores, Cap Vert (toute l'année)                                                                                  | Ailes légèrement plus courtes que la sous-espèce nominale, nuque et parties inférieures plus grises              |
| S. a. heineken    | Sir William Jardine, 1830 | Madère, Îles Canaries, sud-ouest de la péninsule ibérique, potentiellement Maroc et Algérie (toute l'année)       | Mâle plus marron sur le dessus que la sous-espèce nominale, femelle plus rousse sur le dessus et olive dessous   |
| S. a. pauluccii   | Arrigoni degli Oddi, 1902 | Est de la péninsule ibérique, Italie, îles de l'ouest de la Mediterranée, potentiellement Tunisie (toute l'année) | Plus grise sur le dessus que la sous-espèce nominale, plus sombre dessous, blanche seulement au centre du ventre |
| S. a. dammholzi   | Erwin Stresemann, 1928    | Sud-ouest de l'Asie, hiverne en Afrique de l'Est                                                                  | Ailes plus longues que la sous-espèce nominale, et plus pâle                                                     |

### Synonyme
- Motacilla atricapilla Linnaeus, 1758 (Protonyme)